# 大西椿年
大西 椿年（おおにし ちんねん、寛政4年（1792年） - 嘉永4年11月6日（1851年11月28日））は江戸時代後期の南画家。
字は大寿。号は楚南・運霞堂・霞翁など。通称は行之助。江戸の生まれ。

## 略伝
幕府蔵手代を務め、浅草鳥越橋付近（現・台東区浅草橋3丁目）に住んだ。
円山応挙の高弟・渡辺南岳が一時江戸に移り住んだとき入門し円山派の画法を習得。江戸に円山派を広める役割を果たした。南岳の帰京後、谷文晁の画塾写山楼に入り、様々な画派（南画・南蘋派・北宗画・大和絵・狩野派など）の技法を修める。人物図・花鳥図など画作したが特に亀の戯画に人気があった。渡辺崋山・曲亭馬琴・亀田鵬斎らと交友した。
行年60歳。浅草金剛院に葬られたが、現在墓所は熊野山安泰寺（大田区西糀谷）にある。門弟に洋画家・川上冬崖や淡島椿岳がいる。

## 刊行物
- 『楚南画譜』天保5年(1834年)
- 『椿年画譜』文政12年(1829年)
- 『あつまの手ぶり』 文政12年(1829年)
- 『太平有象』
- 『日光山志』

### 挿絵
- 平野元良『養性訣』 天保6年(1835年)
- 得蕪・柴田是真『俳諧月次集』

## 作品
- 「狂女図」 亀田鵬斎賛
- 「神馬図」 浅草寺
- 「草画手本」 東京芸術大学大学美術館
- 「花禽譜」

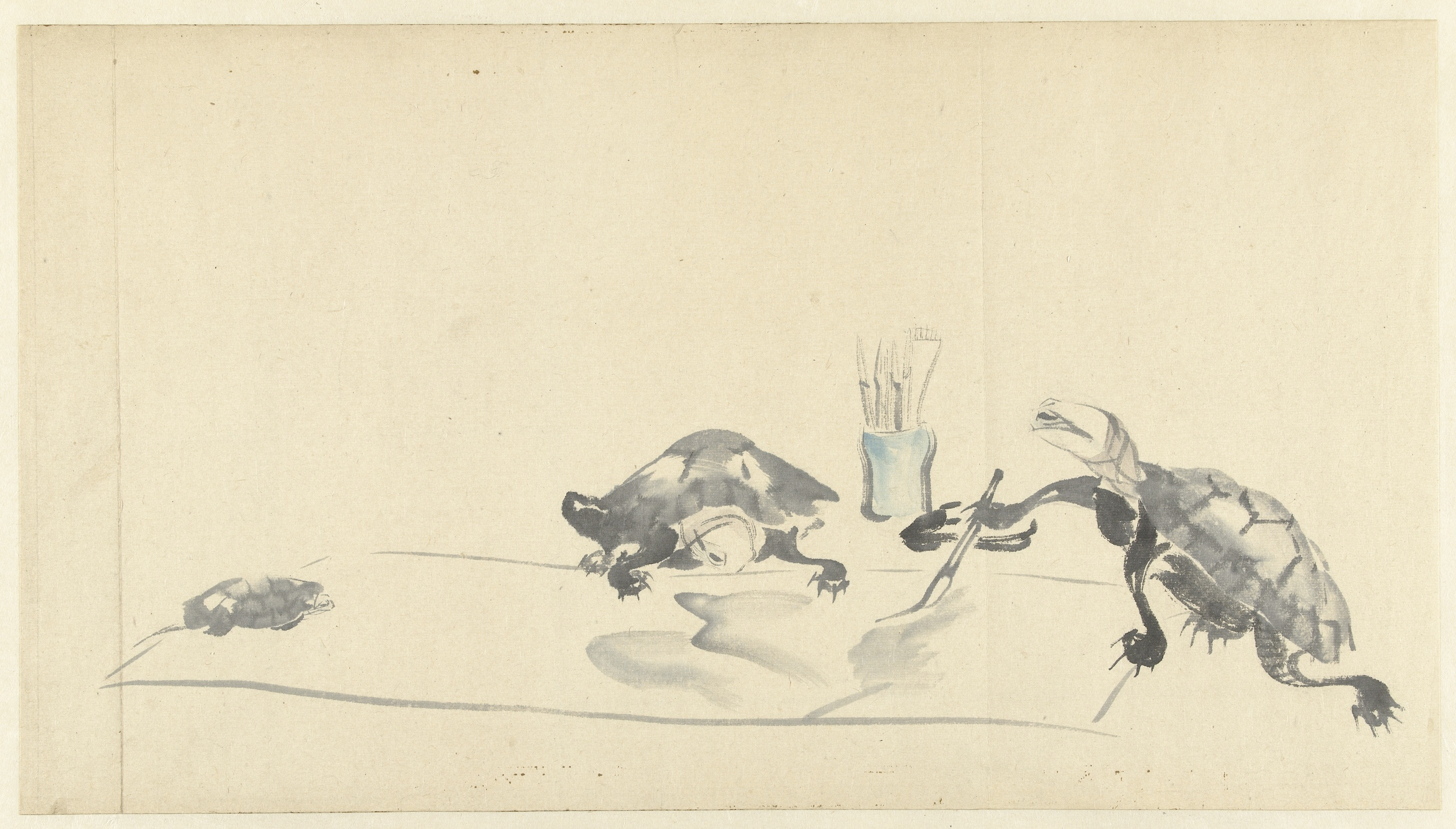
亀の戯画

- 「群亀戯画」 1830年代 リンデン民族学博物館
- 「蠣崎波響像」 19世紀前半 個人（松前町教育委員会寄託）[1]

## 脚註
1. ↑  北海道博物館編集 『夷酋列像 蝦夷地イメージをめぐる人・物・世界』 「夷酋列像」展実行委員会、北海道新聞、2015年9月5日、p.84。